# Änglarnas stad – Los Angeles
Änglarnas stad – Los Angeles (engelska: To Live and Die in L.A.) är en amerikansk långfilm från 1985 i regi av William Friedkin, med William Petersen, Willem Dafoe, John Pankow och Debra Feuer i rollerna.

## Handling
Richard Chance (William Petersen) och Jimmy Hart (Michael Greene) är två Secret Service-agenter i Los Angeles. Hart har bara tre dagar kvar till pensionen, men när han spanar på ett tryckeri blir han dödad. Chance förklarar nu för sin nya partner John Vukovich (John Pankow) att han kommer att göra allt för att få tag på den ansvarige: falskmyntaren Rick Masters (Willem Dafoe).

## Rollista
- William Petersen som Richard Chance
- Willem Dafoe som Eric "Rick" Masters
- John Pankow som John Vukovich
- Darlanne Fluegel som Ruth Lanier
- Debra Feuer som Bianca Torres
- John Turturro som Carl Cody
- Dean Stockwell som Bob Grimes
- Steve James som Jeff Rice
- Robert Downey, Sr. som Thomas Bateman
- Michael Greene som Jimmy Hart
- Jane Leeves som Serena
- Gerald Petievich som Agent Petievich